# План Шліффена

Карта плану Шліффена

План Шлі́ффена (нім. Schlieffen-Plan, нім. вимова: [ʃliːfən plaːn]) — проєкт плану стратегічного розгортання німецької армії і задум ведення операцій на початку Першої світової війни Німеччиною на два фронти: проти Франції і Росії.
Сформульований у пам'ятній записці 1905 р. начальником німецького Генштабу генералом Альфредом фон Шліффеном. Перший удар завдається по Франції основною масою військ (до 85% усіх сухопутних сил), головні сили яких зосереджувалися на правому крилі, через нейтральні Бельгію та Люксембург в обхід з півночі головних сил французької армії із завданням захопити Париж, відкинути французькі війська на схід, де їх оточити і знищити. Проти Росії до перемоги над Францією залишали слабкий заслон. Після розгрому Франції передбачалось перекинути значні сили проти Росії.
План Шліффена був авантюристичним, оскільки німецькі війська на заході не володіли перевагою в силах і не могли матеріально забезпечити швидкий та безперервний наступ німецьких армій. Нереальним був і задум одним ударом знищити багатомільйонну французьку армію. При здійсненні плану (в дещо зміненому вигляді) на початку війни німецькі війська зазнали поразки у Марнській битві 1914.

## Зміна плану
Після відходу Шліффена у відставку в 1906 Гельмут фон Мольтке став начальником генерального штабу Німецької імперії. Деякі його погляди не збігалися з початковим планом Шліффена: він здавався йому занадто ризикованим. План розроблявся в 1905 році, і через прорахунки Шліффена частина командування армії не хотіла діяти за цим планом. З цієї причини Мольтке взявся за переробку плану. Він вирішив перегрупувати війська і перекинути значну частину армії з Франції у бік російських кордонів. Також відмінністю від початкового плану було рішення Мольтке не направляти війська через Голландію. Саме це його рішення найбільше обговорюють історики. Історик Тернер в 1970 описав цю зміну так:
|  | Значна зміна плану Шліффена і саме вона, мабуть, прирекла всю кампанію Німеччини на західному фронті ще до її початку.Оригінальний текст (англ.) А substantial modification in the Schlieffen Plan and one which probably doomed the German campaign in the west before it was ever launched. |

Тернер обґрунтовував це тим, що у Німеччини і так не залишалося сил для швидкого захоплення Франції, і через це Німеччина вплутуватися у війну на двох фронтах.
На самому початку війни, дотримуючись директив Плану-17, Франція почала мобілізацію, а пізніше і перекинула свої армії до кордону з Німеччиною, з метою повернути собі контроль над провінцією Ельзас-Лотарингія. Саме ці дії вписувалися в ідею Шліффена про подвійне оточення французької армії. Але через рішення Мольтке про перекидання військ до Росії, з метою не дозволити захоплення східної Пруссії, план був зірваний.

## Причини провалу
- Відмова Італії від вступу у війну: Вступ у війну Італії, партнера Німеччини з Троїстого союзу, було необхідною умовою для успіху плану. По-перше, італійська армія, висунута на кордон з Францією, повинна була відвернути на себе значну частину французьких військ. По-друге, італійський флот, об'єднаний з австрійським, представляв би серйозну загрозу комунікаціям Антанти в Середземному морі. Це змусило б англійців тримати там велику частину флоту, що в підсумку призвело б до втрати нею абсолютного панування на морі. У реальності німецький і австрійський флоти виявилися практично заблокованими на своїх базах.
- Опір Бельгії: Попри те, що бельгійська армія становила всього десяту частину від армії Німеччини, бельгійські солдати тримали оборону країни майже місяць. Німці використовували «Велику Берту», щоб знищити бельгійські фортеці в Намюр і Антверпені, але бельгійці не здавалися, чим створили загрозу провалу для німецької армії. Напад Німеччини на нейтральну Бельгію змусив багато нейтральних країн переглянути свої погляди щодо Німеччини і кайзера Вільгельма. Зокрема, саме порушення бельгійського нейтралітету, а не союзницькі договори, стали приводом для вступу у війну Великої Британії.

- Мобілізація Російської армії: Мобілізація Росії проходила швидше, а захоплення Пруссії повністю збентежило німецьке командування. Ці події змусили командування перекинути ще більше людей на східний фронт. Це призвело до зворотних результатів: після перемоги в Пруссії — битві під Танненбергом на початку вересня 1914, німецька армія не вигравала битв на західному фронті.

- Залізниці у Франції: Затримка німців у війні з британцями та Бельгією, дала Франції час для того, щоб перекинути більшу кількість військ до кордонів. Німці дуже недооцінили можливість перекидання військ, і це призвело до значних затримок у просуванні до Франції. Тому до приходу німців до кордону з Францією, французи вже були готові до воєнних дій.